# Danuta Baduszkowa

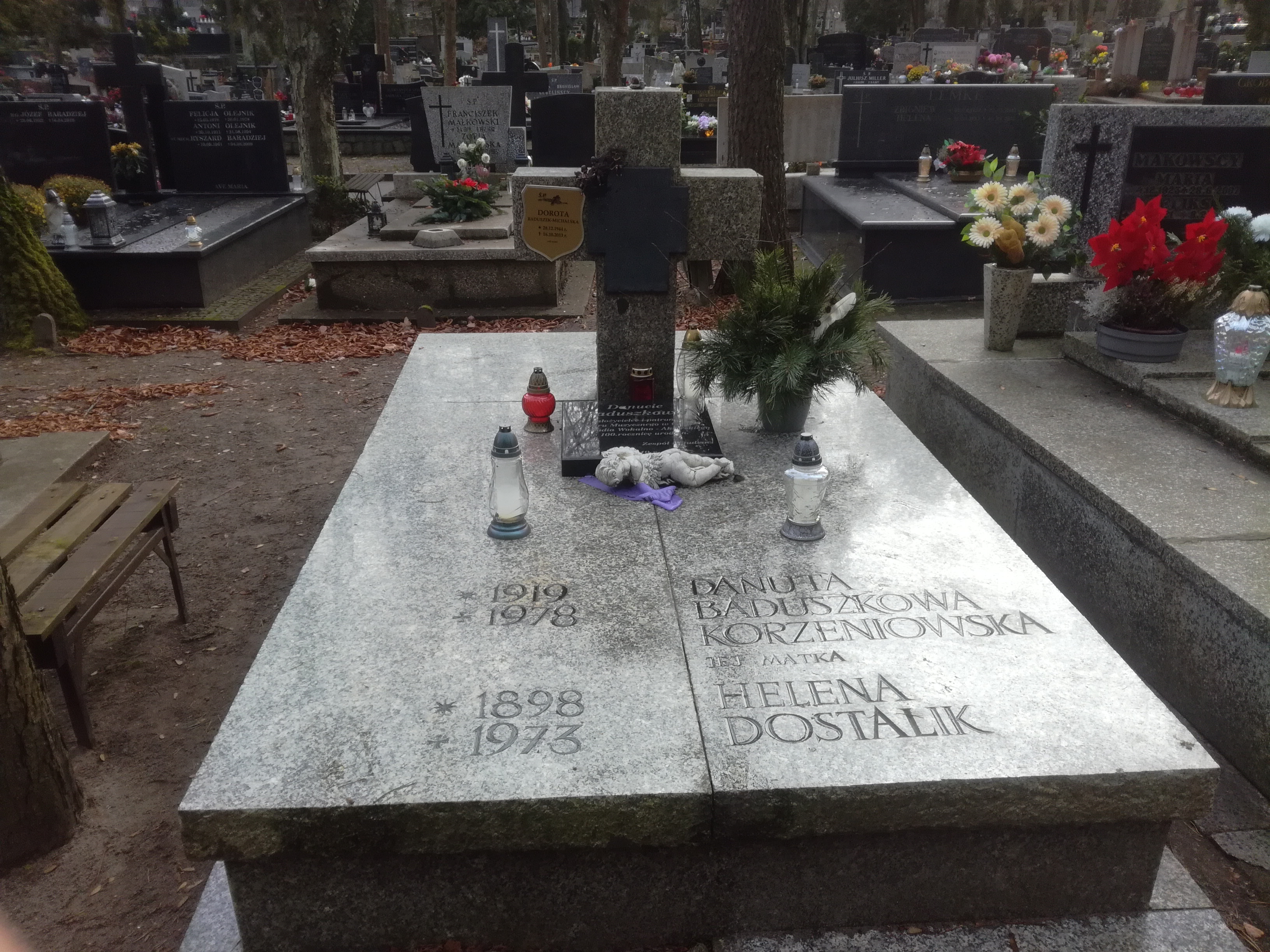
Grób Danuty Baduszkowej na cmentarzu Witomińskim

Danuta Baduszkowa, właśc. Karolina Baduszek-Korzeniowska, z domu Karolina Dostalik (ur. 10 października 1919 w Stryju, zm. 15 grudnia 1978 w Gdyni) – reżyserka teatralna, pedagożka, twórczyni i wieloletnia dyrektorka Teatru Muzycznego w Gdyni.

## Życiorys
W 1937 ukończyła Państwowe Żeńskie Gimnazjum im. Królowej Jadwigi we Lwowie, po czym podjęła studia w Wyższej Szkole Handlu Zagranicznego we Lwowie. Uczyła się muzyki w klasie fortepianu profesor Wandy Głuszkiewicz. W czasie II wojny światowej wyszła za mąż za Detlefa Baduszka i zamieszkała w Dziedzicach (dziś część miasta Czechowice-Dziedzice). W latach 1945–1953 pracowała tam z amatorskim zespołem teatralnym, zdobywając z nim w 1952 I Nagrodę Teatralnej Rady Związków Zawodowych, a sama I nagrodę za reżyserię. W 1954 uzyskała prawa zawodowego reżysera, po czym związała się z teatrem – najpierw w Gliwicach, następnie z Teatrem Muzycznym w Gdyni. 18 maja 1958 odbyła się pierwsza premiera – Bal w operze Richarda Heubergera w jej inscenizacji i reżyserii. W tym samym roku wyszła za mąż za Józefa Korzeniowskiego. W 1966 stworzyła funkcjonujące do dziś Studium Wokalno-Aktorskie przy Teatrze Muzycznym, w którym kształcono aktorów dla potrzeb sceny muzycznej, ucząc ich zarówno śpiewu, jak i tańca. Dyrektorką Teatru Muzycznego została w 1973. Dzięki jej inicjatywie i zaangażowaniu zbudowano w Gdyni nową siedzibę Teatru.
Zmarła 15 grudnia 1978. Została pochowana na cmentarzu Witomińskim w Gdyni (kwatera 62-1-4).
W 1964 odznaczona została Honorową Odznaką Miasta Łodzi. W 1991 jej imię otrzymał Teatr Muzyczny w Gdyni.